# Cosmiojoppa violaceipennis
Cosmiojoppa violaceipennis là một loài tò vò trong họ Ichneumonidae.